# Bärbel Wachholz
Bärbel Wachholz (née le 20 octobre 1938 à Angermünde, morte le 13 novembre 1984 à Berlin-Est) est une chanteuse allemande.

## Biographie
Photographe, elle prend des cours de chant pendant son temps libre et se produit dans l'orchestre de Max Reichelt. Elle fait sa première apparition à la radio en 1957. Avec le succès, elle s'installe à Berlin dans le quartier de Französisch Buchholz.
Au cours de sa carrière, elle sortira une quarantaine de singles et deux albums. Elle devient l'une des chanteuses les plus populaires de la RDA, faisant deux tournées et des apparitions à la télévision et à la radio entre 1962 et 1969. Outre les pays d'Europe de l'est, elle se produit en France, en Syrie et aux Pays-Bas.
En 1962, elle épouse Armin Kämpf.
En 1970, Bärbel Wachholz souffre de diabète sucré, a de graves problèmes de foie et de pancréas, et est opérée deux fois. En 1984, elle fait une dernière apparition dans l'émission de Heinz Quermann Spiel mir eine alte Melodie. Comme elle ne prend plus d'insuline, elle meurt le 13 novembre 1984.

## Distinctions
- 1962 : Premier prix du Festival international de schlager des pays de la mer Baltique.

## Source de la traduction
- (de) Cet article est partiellement ou en totalité issu de l’article de Wikipédia en allemand intitulé « Bärbel Wachholz » (voir la liste des auteurs).